# 花王俱樂部
《花王俱樂部》是香港無綫電視首個問答遊戲節目，1967年11月25日（開台第七天）首播，1973年結束播映，並於1970年代風行一時。該節目的主持是胡章釗，主持助理包括葛靄慈、雷潔心等，主要由花王冠名贊助。遊戲的問題較為簡單，並且有提示，使贊助商的獎品較易送出。遊戲勝出者可以選擇領取獎金或獎品，所以主持說出的「你要獎金定獎品？」（你要獎金還是獎品？）成為該節目著名的金句。當時的大獎是1部14吋手提黑白電視機。